# جی‌اس‌لینت
جی‌اس‌لینت (به انگلیسی: JSLint) ابزار تحلیل ایستای کد است که در توسعهٔ نرم‌افزار برای بررسی اینکه کدهای جاوااسکریپت با قواعد کدنویسی انطباق دارند به‌کارگرفته می‌شود. این ابزار توسط داگلاس کراکفرد توسعه داده‌شده است. این ابزار در درجهٔ اول به‌عنوان یک ابزار روی‌خط تهیه دیده‌شده است ولی نسخه‌هایی سازگار از طریق خط فرمان نیز برای آن وجود دارند.